# Heiliges Ei
Ein Heiliges Ei oder Ur-Ei steht in einigen asiatischen Mythen der Schöpfungsgeschichte für den Ursprung des Universums. 
In Indien entstand eine detaillierte, religiös geprägte Kosmologie um 1000 v. Chr. In ihr bestand das Heilige Ei aus zwei Schalen: die untere Schale aus Silber wurde zur Ur-Erde, die obere aus Gold zum Himmelsgewölbe. Nach der Teilung dieser beiden Bereiche entstand die Lufthülle als Zwischenschicht.
In der weiteren Entwicklung wird die Sonne zum Weltenrad bzw. zum Auge des Weltalls und der Mond zum Zeit- und Lebensspender (siehe weiblicher Zyklus).
Eine ähnliche Vorstellung von einem Ur-Ei entstand in Japan aus chinesischen Wurzeln: der Mythos von Izanagi und Izanami. Er beschreibt die ursprüngliche Einheit von Himmel und Erde und ihre Trennung im Laufe der Weltentstehung. Das göttliche Geschwisterpaar Izanagi und Izanami steigen dann aus dem Himmelsgefilde herab und erschaffen aus dem anfänglichen Chaos das Festland.
Altägyptische Hymnen nennen ein "Heiliges Ei des Allherrn" in Zusammenhang mit Horus, Sohn des Re, dem Schützer aller Götter. Die Sphinx-Stele des Amenophis bezeichnet den Pharao als Sohn des Amun, Heiliges Ei der Gottesglieder und nützlichen Samen.
Auch andere antike Kulturen kennen Mythen von einem Welt-Ei als jenem Ei, in dem die Welt vor ihrem Werden eingeschlossen war. Manche Forscher sehen darin den Brauch vom Osterei begründet.